# Елизабет Доротея фон Саксония-Гота-Алтенбург
Елизабет Доротея фон Саксония-Гота-Алтенбург (на немски: Elisabeth Dorothea von Sachsen-Gotha-Altenburg, * 8 януари 1640 в Кобург, † 24 август 1709 в Буцбах) от рода на Ваймерските Ернестински Ветини е принцеса от Саксония-Гота и Саксония-Алтенбург и чрез женитба ландграфиня и от 1678 до 1688 г. регентка на ландграфство Хесен-Дармщат.
Тя е дъщеря на Ернст I Благочестиви (1601 – 1675), херцог на Саксония-Гота и Саксония-Алтенбург, и съпругата му Елизабет София фон Саксония-Алтенбург (1619 – 1680).
Елизабет Доротея се омъжва на 5 декември 1666 г. в дворец Фриденщайн в Гота за ландграф Лудвиг VI от Хесен-Дармщат. Тя е втората му съпруга. Той е вдовец и има шест деца. Лудвиг е близък приятел на нейния брат херцог Фридрих I фон Саксония-Гота.
След смъртта на Лудвиг VI през 1678 г. тя става регентка на малолетния си син Ернст Лудвиг и след това отива да живее в Буцбах. Елизабет Доротея води дневник, който е запазен от 1667 г.

## Деца
Елизабет Доротея и Лудвиг VI имат децата:
- Ернст Лудвиг (1667 – 1739), ландграф на Хесен-Дармщат

∞ 1. принцеса Доротея Шарлота фон Бранденбург-Ансбах (1661 – 1705), дъщеря на маркграф Албрехт II от Бранденбург-Ансбах
∞ 2. (морг.) 1727 Луиза София фон Шпигел, графиня фон Епщайн (1690 – 1751)
- Георг (1669 – 1705), императорски маршал, вицекрал на Каталония
- София Луиза (1670 – 1758)

∞ 1688 княз Албрехт Ернст II фон Йотинген-Йотинген (1669 – 1731)
- Филип (1671 – 1736), имперски маршал и гуверньор на Мантуа

∞ 1693 принцеса Мария Тереза фон Крой (1673 – 1714)
- Йохан (1672 – 1673)
- Хайнрих (1674 – 1741), имперски офицер
- Елизабет Доротея (1676 – 1721)

∞ 1700 ландграф Фридрих III Якоб от Хесен-Хомбург (1673 – 1746)
- Фридрих (1677 – 1708), домхер цу Кьолн и Бреслау, руски маршал

∞ 1704 Петронела фон Щокманс (1677 – 1751)